# Onore e sangue
Onore e sangue è un film del 1957 diretto da Luigi Capuano.

## Trama
Renato, impiegato di banca, per curare la madre malata si fa prestare dei soldi da Giannone che è anche il suo padrone di casa. 
Una sera si reca a casa sua per chiedere una proroga ma lo trova morto e viene arrestato per omicidio con conseguente condanna a 20 anni.
Il vero responsabile del delitto è Arturo, il nipote di Giannone, che finge di dare un sostegno ad Ernesto solo per insidiarne la moglie.
In galera Ernesto incontra lo scassinatore complice del furto che gli rivela l'identità dell'assassino, nel frattempo Arturo riceve delle lettere anonime e decide di fuggire con la sua amante subito dopo il matrimonio ma l'arrivo in extremis di Renato, evaso dal carcere, lo assicura alla galera.

## Produzione
Il film rientra nel filone dei melodrammi sentimentali, comunemente detto strappalacrime, molto in voga tra il pubblico italiano durante gli anni cinquanta (anche se all'epoca entrato nella sua fase calante), in seguito ribattezzato dalla critica con il termine neorealismo d'appendice.